# イザボー・ド・バヴィエール
イザボー・ド・バヴィエール（フランス語: Isabeau de Bavière, 1370年頃 - 1435年9月24日）は、フランス王シャルル6世の妃。シャルル7世の母。ヴィッテルスバッハ家のバイエルン公（バイエルン＝インゴルシュタット公）シュテファン3世の長女。曽祖父は神聖ローマ皇帝ルートヴィヒ4世。
結婚前はドイツ名でエリーザベト・フォン・バイエルン（Elisabeth von Bayern）と呼ばれていた。フランス語形はエリザベート・ド・バヴィエール（Elisabeth de Bavière）。

## 生涯
1385年7月17日、14歳のときに、アミアンでシャルル6世（当時16歳）と結婚。翌1386年から1407年までに12人の子供をもうけた。
1392年9月、夫シャルル6世が、精神疾患を発症し、1400年頃までに統治が不可能な状態となった。イザボーは王弟オルレアン公ルイと関係を持ったとされ、ブルゴーニュ派とアルマニャック派の対立の一因となった。
1407年にルイが暗殺された（オルレアン公ルイ1世の暗殺）後、両派の勢力争いの中で王家の権威の維持に努めた。暗殺事件によりブルゴーニュ派が勢力を拡大したのは、イザボーがブルゴーニュ公ジャン1世（無怖公）を新たな愛人にしたからだとも言われた。
1415年10月のアジャンクールの戦いでの戦死者のみならず、翌年にかけアルマニャック派の要人が相次いで死去して、同派は弱体化する。そこでアルマニャック派が擁立したのが、王太子シャルル（後のシャルル7世）だった。アルマニャック派はイザボーを追放すると、彼女は公然とジャン無怖公と結んだ。ブルゴーニュ派と王妃は翌1418年7月にパリに入城し、政権を握るが、イングランド軍の侵攻に為すすべがなかった。ブルゴーニュ公はイングランド寄りの姿勢だったが、1419年に、ジャン無怖公の所領であるポントワーズが襲撃されるに至り、アルマニャック派と王太子との和解を画策する必要性を認識した。同年9月にモントローでの会談の折、王太子の側近がジャン無怖公を暗殺した（ブルゴーニュ公ジャン1世の暗殺）。

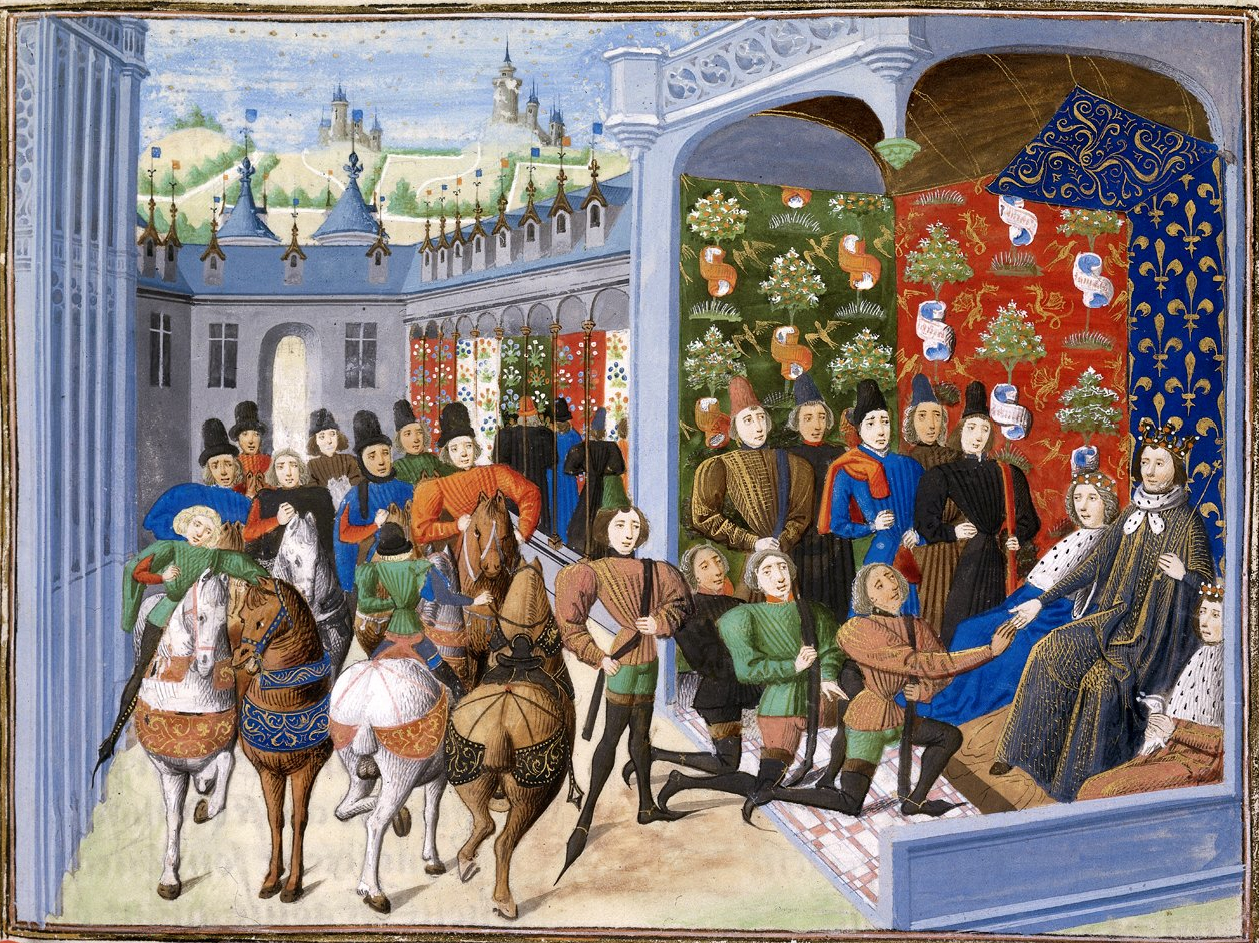
トロワ条約締結時のシャルル6世とイザボー

両派の対立は決定的となり、新たなブルゴーニュ公フィリップ3世（善良公）は、同年末に「アングロ・ブルギニョン同盟」を成立させた。同盟の結実である1420年のトロワ条約ではイングランド王ヘンリー5世の王位継承を認め、またシャルル6世と王妃イザボーによって実子のはずのシャルル王太子は「王太子ヴィエノワを称する者」とされた上、さらにジャン無怖公暗殺の責任を負わされるに至った。条約締結に際し、イザボーは王太子シャルルがシャルル6世の子ではないことを示唆したといわれる。フィリップ善良公はヘンリー5世に与し、同年12月には共にパリ入城を果たす等、以後も長期にわたりイングランド側に与した。
英仏百年戦争の終盤期にあって、アルマニャック派に擁立されたシャルル王太子は、自らの出自に自信が持てず、積極的な攻勢に移ることができないでいた。その後、ジャンヌ・ダルクの出現により、シャルルが1429年夏にランスでフランス国王としての戴冠を果たす。一方、1431年12月に行われたヘンリー6世のフランス王戴冠式にブルゴーニュ公フィリップ善良公は欠席し、フィリップ善良公はイングランド側と疎遠になっていった。そして1435年9月21日、アラスの和約でシャルル7世とブルゴーニュ派は和解した。
その数日後、イザボーはパリで亡くなった。

## 子女
1. シャルル（1386年） - ドーファンとなるも夭折。
2. ジャンヌ（1388年 - 1390年）
3. イザベル（1389年 - 1409年） - イングランド王リチャード2世妃。
4. ジャンヌ（1391年 - 1433年） - ブルターニュ公ジャン5世と結婚。
5. シャルル（1392年 - 1398年） - 2人目のドーファンとなるも夭折。
6. マリー（1393年 - 1438年） - ポワシーの修道院に入る。
7. ミシェル（1393年 - 1422年） - ブルゴーニュ公フィリップ（フィリップ善良公）と結婚。
8. ルイ（1397年 - 1415年） - ギュイエンヌ公。3人目のドーファンとなるが早世。
9. ジャン（1398年 - 1417年） - トゥーレーヌ公。4人目のドーファンとなるが早世。
10. カトリーヌ（1401年 - 1437年） - イングランド王ヘンリー5世妃。ヘンリー6世の母。
11. シャルル（1403年 - 1461年） - 5人目のドーファン、フランス王シャルル7世。
12. フィリップ（1407年） - ジャンヌ・ダルク私生児説の基になった。